# Xaurus depsarius
Xaurus depsarius är en skalbaggsart som beskrevs av Francis Polkinghorne Pascoe 1867. Xaurus depsarius ingår i släktet Xaurus och familjen långhorningar. Inga underarter finns listade i Catalogue of Life.